# Chloe rettet die Welt
Chloe rettet die Welt ist ein US-amerikanischer Independent-Film aus dem Jahr 2015, der von Ezna Sands geschrieben und inszeniert wurde. Die Filmstars sind Dakota Johnson, Mira Sorvino und Theo Ikummaq. Der Film wurde am 4. September 2015 in den Vereinigten Staaten veröffentlicht und kam über Tiberius Film Verleih 2016 nach Deutschland. Er handelt von den Erlebnissen, die der Inuit Theo als Gesandter seines Dorfes beim Versuch, vor der UNO zu sprechen, in New York macht. Der Film basiert auf einer wahren Begebenheit.

## Handlung
Der Inuk Theo reist nach New York City, um die Ältesten der südlichen Welt vor den katastrophalen Auswirkungen der globalen Erwärmung zu warnen. Er trifft auf drei Obdachlose, die versuchen, ihm bei seiner Aufgabe zu helfen, die sich als schwieriger erweist als erwartet. Wie die Inuit in der Arktis leben sie in New York einfach, verschwenden nichts und nehmen, was das Land hergibt.
Immer wieder überraschen die auf die moderne Welt angewendeten Ansichten des Inuk, seine herzliche und unaufgeregte Art. Dass er ernst zu nehmen ist, beweist Theo, als er aus einer Getränkedose, einem Ast und einer Schnur eine Angel baut, mit der er mehr Fische aus dem Wasser holt als die mit modernem Gerät ausgerüsteten New-Yorker. Schließlich lernt Theo die politisch engagierte Ärztin Monica kennen, die von Theos Charisma beeindruckt ist und ihm fortan bei seinem Vorhaben hilft.

## Rezeption

### Altersfreigabe
In Deutschland wurde der Film von der FSK am 30. Juli 2015 für Kinder ab 6 Jahren freigegeben.

### Kritik
Nach Maureen Nandini Mitra „wird die Geschichte der Notlage der Inuit, die den Anstoß für den Film gegeben hat, ziemlich kurz abgehandelt. Der Handlungsstrang, selbst die Wendung am Ende, ist viel zu glatt. Das zeigt, dass gute Absichten nicht unbedingt einen guten Film ausmachen. […] Aber trotz alledem hat Ikummaq ein je ne sais quoi, das einen in den Bann zieht und dort hält. Vielleicht hat es damit zu tun, dass er gar kein Schauspieler ist. Vielleicht liegt es daran, dass für ihn ein Großteil der Hintergrundgeschichte von Chloe und Theo nur allzu schmerzhaft real ist.“

### Reales Vorbild
Der reale Theo Ikummaq ist ein 1955 in einem Iglu geborener Inuk aus Igloolik in Nunavut, Nordkanada, wo er als Naturschutzbeauftragter arbeitete. Er wollte in L. A. darüber sprechen, wie sich die steigenden globalen Temperaturen und die schmelzenden Gletscher auf seine Heimat und sein Volk auswirken, und drängte auf Klimaschutzmaßnahmen. Ikummaq schaffte es, ein paar wohlwollende Ohren für sich zu gewinnen, doch zunächst meldete sich niemand, um ihm dabei zu helfen, seine Botschaft an „die Leute, auf die es ankommt“, zu bringen. Desillusioniert kehrte Ikummaq in seine Heimat zurück.
Lloyd Philips, der Oscar-prämierte Produzent von Inglourious Basterds und The Tourist, fand Theos Geschichte so überzeugend, dass er Monica Ord anrief, die Verbindungen zu Richard Branson hatte, der sie unterstützte. Ord schlug vor, gemeinsam in die Arktis zu reisen, um die Auswirkungen des Klimawandels in dieser Region aus erster Hand zu dokumentieren. Branson stimmte offenbar sofort zu, und im Februar 2007 war das Duo zusammen mit einem Filmteam bei 45 Grad Fahrenheit (7 Grad Celsius) auf der Baffininsel.
Ord und ihr Team kehrten mit 200 Stunden Filmmaterial zurück, das die tiefgreifenden Veränderungen zeigt, die die globale Erwärmung für die lokale Umwelt und die Tierwelt mit sich bringt. Doch während einige dieser Aufnahmen ihren Weg auf verschiedene Websites fanden, blieb das meiste davon unbearbeitet.
Bei einem Treffen zwischen Ord und dem Filmemacher Ezna Sands entstand die Idee eines fiktionalen Films über einen Inuit-Mann und sein Bestreben, den „Ältesten“ der industrialisierten Welt eine Botschaft zu überbringen. Chloe rettet die Welt ist die Verwirklichung dieser Idee.